# Хајле Селасије
Хајле Селасије I (енгл. Haile Selassie I; Ејерса Горо, 23. јул 1892 — Адис Абеба, 27. август 1975) је био последњи етиопски цар. Селасије је 1928. после смрти Менелика II постао краљ, а 1930. цар Етиопије.

## Биографија
Рођен под именом Тафари Маконен Водимихајел, касније Војвода, Рас Тафари Маконен, а након крунисања 2. новембра 1930. године прозван је Хајле Селасије I. Хајле на етиопском језику значи „Снага“, а Селасије значи „Свето Тројство“ - дакле Хајле Селасије отприлике може да се преведе као „Снага Светог Тројства“. Његова цела титула, док је владао, била је „Његово Царско Величанство Хајле Селасије I, Цар Царева, Господар Господара, Освајачки Лав Јудејског Племена, Изабраник Божји“. По традицији, био је 225. потомак краља Соломона и краљице од Сабе, Соломонска династија.
Дана 2. новембра 1930. наследио је престол након смрти свог претходника, прастрица краља Менелика II, те је уједно и последњи владар Етиопије. Почиње да спроводи важне аграрне, политичке и судске реформе, те се брине за еманципацију робова. Установио је парламент и судски систем, али је све заправо било формално, јер је права власт остала при владару.
Године 1935, уочи Другог светског рата, Италија под Мусолинијевим вођством је извршила инвазију Етиопије и Селасије је не успевши да се супротстави, отишао у прогнанство у Енглеску у мају 1936. године. Тамо је помогао Британцима да испланирају кампању која је довела до ослобођења Етиопије и његовог повратка на власт 1942. године.
Вративши се на власт почео је да обнавља своју ратом погођену домовину. Највећа достигнућа су му аграрна реформа (1942—1944), еманципација робова (1942), те успостава скупштине.
Године 1955. изменио је Устав, покушавајући тако да државу уведе у 20. век. Скупштина је добила одређене, али опет ограничене моћи, па је народ осећао да то није довољно. Селасије је 1960, након неуспелог покушаја свргавања са престола, обећао економски развој и социјалне реформе. Године 1961. поклонио је једну од својих палата да се користи као главни кампус универзитета у главном граду Етиопије, Адис Абеби.
Током 1960-их, Селасије је постао све више заузет спољним пословима. Године 1963. је играо главну улогу у оснивању Организације афричког јединства и у спору између Сомалије и Етиопије који су прерасли у оружане сукобе. У марту 1964. је договорено примирје. Године 1965. сазвао је Конференцију оријенталних православних цркви где је стекао титулу „Заштитник Вере“. Почетком 1970. био је посредник у спору између Сенегала и Гвинеје, Танзаније и Уганде, као и Јужног и Северног Судана.
Бавећи се проблемима других земаља, занемаривао је проблеме властите државе: велика неједнакост у подели добара, рурална неразвијеност, корупција власти, растућа инфлација, незапосленост и тешка суша на северу (1972—1975). Године 1974, студенти, радници и војници започели су серију штрајкова и демонстрација које су достигле врхунац 12. септембра 1974. када су оружане снаге свргнуле Селасија са престола и марксистички оријентисана војна хунта „Дерг“ преузела власт.
Већина царске породице је била заточена у затвору у Адис Абеби. Дана 23. новембра 1974. шездесет бивших високих званичника царске власти стрељано је без суђења. У марту 1975. монархија је укинута, а Етиопија проглашена републиком. Дана 27. августа 1975. Хајле Селасије I умире. Његови посмртни остаци су пронађени 1992. године испод бетонске плоче у бившој царској палати. Године 2000, приређена му је царска сахрана у организацији Етиопске православне цркве.

## Одликовања и медаље
Током 58 година колико је владао, прво као регент, а затим и као цар Хајле Селасије је добио бројне почасти и одликовања, како у Етиопији тако и у иностранству. Као резултат бројних посјета страним државама постао је једна од најодликованијих личности у људској историји. Гинисова књига рекорда га је препознала као најодликованију особу.

### Етиопска
- Орден Етиопске звезде, Велики крст – 1909[15][16]
- Орден Соломона, Велика огрлица – 1930[17][18]
- Орден Соломоновог печата, Велика огрлица[19][20]
- Орден краљице од Сабе, Велика лента - 11. фебруар 1917[15][21]
- Орден Свете Тројице (Етиопија) - 1930[22]
- Орден Менелик II, 1. реда (Етиопија) - 1924[15][23]
- Орден верности[24]
- Војна медаља за заслуге Реда Светог Ђорђа са три палме - 1923.[25]
- Војна медаља Хајла I Селасија, са три палме - 1936.[25][26]
- Медаља за војне заслуге у злату - око 1936.[25]
- Медаља експедиције Тигар у сребру (награђен два пута) са две палме - 1936.[25]
- Медаља за патриотизам са пет палми - 1944.[25]
- Звезда победе 1941. - 1941.[25]
- Еритрејска медаља Хајла Селасија I - 1953.[25][26]
- Медаља за подземни патриотизам 1941. са пет палми - 1941.[25][26]
- Спомен медаља крунисања цара Хајла Селасија I 1930. - 1930.[25]
- Медаља јубилеј крунисања цара - 1955.[25]
- Избјегличка медаља (за ратни егзил) са пет палми (позната као и Медаља ратног прогонства) - 1944.[25]
- Медаља обнове - 1957.[25]
- Медаља школске стипендије "Memihiran" (позната као и Медаља учитеља) - 1959.[25][26]
- Спомен медаља Кореанског рата - 1951.[25]
- Спомен медаља 25 година Побједе 1941. - 1966.[25]

### Инострана
- Орден светог Михаила и светог Ђорђа, Витез великог крста – 24. април 1917.[27][28][29][30]
- Орден круне Италије, 2. степена – 1917. (враћен 1936)[30]
- Национални орден Легије части, 1. степена  – 16. мај 1924.[29][30][31]
- Орден светих Маврикија и Лазара, 1. степена – 18. маја 1924. (враћен 1936)[29][30]
- Орден Леополда (Белгија), 1. степена – 22. мај 1924. (војни)[29][30][32]
- Орден Леополда II (Белгија), Велики крст[33]
- Орден златног лава дома Насау, витез – (25. мај 1924)[29][30][34]
- Oрден Бата, витез Великог крста – 8. јул 1924.[29][30][35]
- Војни орден Авиза, Велики крст - 1924.[30]
- Орден Спаситеља, Велики крст - 19. август 1924.[29][30][36]
- Орден Светог Ђорђа и Константина, Велики крст на огрлици[37][38]
- Орден куле и мача, Велики крст – 1925.[30][39][40][41]
- Орден пресветог благовештења, Витез – 1928.  (Враћен 1936)[29][30]
- Oрден Мухамед Али, Огрлица – 3. октобар 1930.[30][42][43][44]
- Орден Холандски лав, Витез Великог крста – 7. октобар 1930.[29][30][45]
- Орден обнове Пољске, Велики крст – 30. октобар 1930.[46][30][42]
- Орден белог орла – 1930.[47]
- Орден Хризантеме, – 30. октобар 1930.[30][39][48]
- Краљевски Викторијански орден, витез Великог крста – 2. новембар 1930.[29][30][49]
- Краљевски Викторијански ланац, - 1930.[29][30][50]
- Легија за заслуге, Врховни командант – 1945.[29][30][51]
- Орден светог Олафа, Велики крст на огрлици – 22. март 1945.[29][30][49][52]
- Орден финске беле руже, Велики крст на огрлици – 1949.[30][42]
- Тројни орден - око 1949.[39][53][54]
- Орден Карлоса III, Белики крст на огрлици - око 1949.[39][49][55][56]

- Орден заслуга, посебни степен, - 15. април 1950.[30][39][57]
- Орден Омајади, 1. реда - око 1950.[30][42]
- Орден Хусеина ибн Алија, Велики командант - око 1950.[30][42][58]
- Врховни орден ренесансе, витез[49]
- Краљевски и хашемитски орден бисера, Велики крст на огрлици - око 1950.[30][42]
- Споменица крунисања краљице Елизабете друге - 2. јуни 1953.[13][30]
- Орден Астешког орла – 1954.[30][39][59]
- Орден југословенске звезде – 21. јул 1954.[29][30][60]
- Орден белог лава, 1. реда са огрлицом (војни) - 1954.[30][42]
- Орден за заслуге Републике Аустрије, Велики крст 1. степена – 1954.[29][30][61]
- Орден за заслуге Федералне Републике Немачке, Велики крст специјалне класе – 1954.[29][30][62]
- Медаља за војне заслуге - 28. октобар 1954.[49]
- Ратни крст 1939–1945. са бронзаним палмовим лишћем - 1954.[30]
- Војна медаља – 1954.[29][49]
- Ред витезова Подвезице – 15. октобар 1954.[29][30][63][64]
- Орден династије Орање, Велики крст – 1954.[65]
- Војни орден Вилхема, Велики крст – 3. новембар 1954.[30][66][67]
- Орден слона, Витез – 21. новембар 1954.[30][42][68]
- Орден Серафима, Витез – 10. јун 1954.[29][30][69]
- Орден заслуга Републике Италије, Велики крст на огрлици – 21. октобар 1955.[29][30][70]
- Орден Идриза I, Велика огрлица - 1956.[30][42]
- Орден Хризантеме, Огрлица – 19. новембар 1956.
- Орден за заслуге у стварању државе, 1. степена  – 1956.[30][71]
- Орден јужног крста, Велики крст на огрлици – 4. јули 1958.[30][72][73]
- Орден Пакистана, 1. реда – 1958.[30][39][74]
- Орден истине, 1. реда – 1958.[30][39][75]
- Орден Краљевског дома Чакри, Витез – 1958.[30][39][76]
- Орден Краљевске круне, Велики витез – 21. мај 1968.[30][39][77]
- Орден "Звезда Републике Индонезије", 1. реда – 1958.[30][39][78]
- Национални орден Вијетнама, 1. реда - 1958.[30][39]
- Орден Сикатуна, Велика огрлица (Раџа) - 1958.[30][39]
- Орден Суворов 1. реда – 11. јули 1959.[79][80]
- Орден звезде Сомалије, 1. реда – 1960.[30][42]
- Орден Мухамеда, Велика огрлица - 1962.[30][42][81]
- Орден Нила - 22. мaj 1963.[42][82]
- Орден Моно, велики командант - око 1963.[42]
- Национални орден Горње Волте, Витез Великог крста - око 1963.[42]
- Национални орден Обале Слоноваче, Велики крст, - око 1963.[46][42][83]
- Орден пионира Републике, Велики крст - око 1963.[42][84]
- Орден афричке звезде, огрлица[85]
- Орден лава, Велики крст - око 1963.[42][86]
- Национални орден Малија, Велики крст на огрлици - око 1963.[42]
- Национални орден Чада, Велики крст - око 1963.[42]
- Орден федералне Републике[42]
- Орден Нигерa, Велики крст - око 1963.[42]
- Орден звезде Румуније, Велики крст – 1964.[87]
- Орден заставе Народне Републике Мађарске, 1. ред са дијамантима – 1964.[30][42][88]
- Орден независност, Велика огрлица - 1964.[30][42][89]
- Орден штита и копаља краљевства Буганде, 1. класе – 17. јун 1964.[30][42][90]
- Орден Пахлави, – 14. септембар 1964.[30][39][91]
- Национални орден Бенина - око 1965/66.[42]
- Орден независности, Велика огрлица - око 1965/66.[92]
- Краљевски орден Камбоџе, Велики крст[93]
- Орден змаја Анама, Велики крст[94]
- Орден части и заслуга, Велики крст – 22. фебруар 1966.[30]
- Орден Жан-Жака Десалина Великог, огрлица - 1966.[95][96]
- Орден Георги Димитрова[97]
- Орден ослободиоца, Велика на огрлици - 1966.[30][98]
- Орден кондора Анда, Велики крст - 1966.[30]
- Орден Перуанског сунца, Велики крст - 1966.[30][49]
- Орден заслуга, Велики крст на огрлици - око 1966.[30][39]
- Орден златног срца, 1. реда - 1966.[30][42][99]
- Орден великог ратника Кеније, огрлица[97]
- Спомен медаља крунисања иранског шаха - 26. октобар 1967.[30][100]
- Орден Мугунхва[101]
- Орден леопарда, Велики крст на огрлици - између 1968-1970.[42]
- Орден орла Замбије, огрлица - између 1968-1970.[42]
- Орден републике, Велики крст - између 1968-1970.[42][102]
- Орден лава, Велики крст - између 1968-1970.[42]
- Орден Малгашке републике, Велики командант - између 1968-1970. (данас носи име Орден Мадагаскара)[42][103]
- Орден заслуга, Велики крст - између 1968-1970.[42]
- Орден заслуга, Велики крст - између 1968-1970.[42]
- Орден Екваторијалнe звезде, Велики командант - између 1968-1970.[42]
- Орден храбрости, Велики крст - између 1968-1970.[42]
- Орден Мауританије, Велики крст - између 1968-1970.[42][104]
- Национални орден заслуга, Велики крст - између 1968 - 1970.[42]
- Ланац части, Судан - 1970.[30][42][105]
- Орден Пија IX, витез Великог крста – 1970.[29][30]
- Орден Гроба Господњег у Јерусалиму.[106]
- Орден звездe Гане, 1. реда – 1970.[30][42]
- Орден ослободиоца генерала Сан-Мартина, Велики крст - 1970.[30][39]
- Орден две реке, 1. реда - 1970. (војни)[30]
- Спомен медаља 2500. годишњице оснивања Персијског царства (14. октобар 1971)[30][107]
- Орден краља Абдула Азиза, Велики крст, - 1971.[30][39]
- Орден извор Нила, Велики командант - 1972.[30][42]
- Орден благодатних облака, специјални ред[39]
- Орден Хозе Матијас Делгадо, Велики крст[108]
- Орден борбе за независност (медаља)[109]

### Црквена одликовања
- Московска патријаршија, Орден Светог кнеза Владимира, 1. реда - 1959.[80]
- Јерусалимска патријаршија, Орден православних крсташа Јерусалимске патријаршије, Велики крст на огрлици[110]
- Православна црква Грчке, Орден Светог Павла са великом лентом[111]
- Васељенска патријаршија, Орден Васељенског патријарха, Велика лента[112]
- Малтешки витешки ред, Орден pro Merito Melitensi, Велики крст на огрлици (Цивилни)[113]
- Римокатоличка црква, Орден Свете Бригите, Велики крст на огрлици[114]
- Антиохијска патријаршија, Орден Антиохијске цркве[115]
- Коњички орден Светог Себастијана и Светог Вилијама, витез огрлице[116]
- Александријска коптска црква, Орден Светог Марка, Велики крст - 28. септембар 1973.[117]

### Почасти
- Почасни грађанин Београда, Југославија, 1954)[118]
- Почасни грађанин Социјалистичке Федералне Републике Југославије, 1972)[119]
- Велики Буфало врховни поглавица Индијанаца, САД, 18. јуни 1954)[120]
- Почасни доктор права Кембриџ 1924.
- Почасни доктор цивилног права Оксфорд 1954.

## Војни чинови
Хаиле Селасије је имао следеће чинове:
- Фелдмаршал Царске Етиопске Војске[121][122]
- Адмирал Флоте Царске Етиопске Морнарице[122]
- Маршал Царског Етиопског Ваздухопловства[122]
- Почасни Фелдмаршал Британске Војске, 20. јануар 1965.[29][123][124]
- Почасни генерал португалске армије, 26. јула 1959.[26]

## Цитати
Кућу изграђену на граниту и снажном темељу ни најезда пљуска, шикљање олуја и јаки ветрови неће моћи да сруше. Неки људи су написали Причу мог живота представљано као истину оно што заправо произилази из незнања, грешке или зависти; али они не могу да отргну истину из свог места, чак и ако они покушавају да убеде друге да верују.— Увод из Мој Живот и Етиопијски Напредак, Аутобиографија Његово Царско Величанство Хајле Селасије I
И морамо да погледамо у себе, у дубине наше душе. Морамо постати нешто што никад нисмо били и за које наше образовање и искуство и окружење су нас лоше припремили. Морамо постати већи него што смо били, храбрији, већи у духу, већи у изгледу. Морамо постати чланови нове расе, која ће се издићи изнад ситничавих предрасуда, дугујући нашу крајњу оданост не нацијама, већ нашим ближњима унутар људске заједнице.— говор Уједињене нације 6. октобар 1963.
Човек који поставља своје циљеве сувише ниско, и ко прихвата премало као довољно, расипа таленат и способности са којим га је Свемогући Бог и природа обдарила. Хајде да поставимо наше циљеве превисоко; хајде да захтевамо више од себе него што верујемо да поседујемо.— Престолски говор 2. новембар 1963.
Проучавај и испитуј све, али изабери и прати оно што је добро.
Користите своје знање за добро, да сачувате мир међу људима.
Данас човек види све своје наде и тежње да се троше пред њим. Он је збуњен и не зна куда лута. Али он мора да схвати да је Библија његово уточиште, и окупљање за сво човечанство. У њој ће човек наћи решење његових садашњих тешкоћа и смернице за његову будућност, и ако он не прихвата са јасном савести Библију и њену велику поруку, не може да се нада спасењу. Што се мене тиче, ја славим Библију.— Хајле Селасије I

## У популарној култури
Сарајевска група Елвис Ј. Куртовић му је посветила песму „Хајле Селасије” на албуму „Чудесан свет приватлука” 1988. године.

## Породица
Дана 31. јула 1911. Рас Тафари оженио се са Менен Асфав. Заједно су имали шесторо деце, престолонаследник Асфав Восен, принцеза Зенебеворк, принцеза Цехај, принц Маконен, и принц Сахле Селасије.
- Принцеза Тенагневорк (12. јануар 1912 - 6. април 2003) муж командант Деста Дамтев, деца принц Амха Деста, принц Искиндер Деста, принцеза Ајда Деста, Себле Деста, Софија Деста и Хирут Деста.
- Престолонаследник Асфав Восен (27. јул 1916 - 17. фебруар 1997) жена царица Медферишворк Абебе, деца престолонаследник Зера Јаков, принцеза Илигајеху, принцеза Марјам Сена, принцеза Сехин Азебе, принцеза Сифрашу Бизу.
- Принцеза Зенебеворк (25. јул 1918 - 25. март 1933) муж командант Хајле Селасије Гугса.
- Принцеза Цехај (13. октобар 1919 - 17. август 1942) муж генерал Лиџ Абије Абебе, била је почасни председник удружења за добробит Етиопских жена (1935 — 1942).
- Престолонаследник Маконен (16. октобар 1923 - 13. мај 1957) погинуо у саобраћајној несрећи. Жена Сара Гизав, деца принц Павле Восен Сегед Маконен, принц Михајл Маконен, принц Тефери Маконен, принц Биде Мариам Маконен, принц Давит Маконен.
- Принц Сахле Селасије (27. фебруар 1931 - 24. април 1962) жена Махисенте Хабте Маријам, дете престолонаследник принц Ермиас Сахле Селасије.